# Settimo Vittone
Settimo Vittone é uma comuna italiana da região do Piemonte, província de Turim, com cerca de 1.581 habitantes. Estende-se por uma área de 23 km², tendo uma densidade populacional de 69 hab/km². Faz fronteira com Lillianes (AO), Graglia (BI), Carema, Donato (BI), Quincinetto, Andrate, Tavagnasco, Nomaglio, Borgofranco d'Ivrea, Quassolo.

## Demografia
| Variação demográfica do município entre 1861 e 2011                               |
|                                                                                   |
| Fonte: Istituto Nazionale di Statistica (ISTAT) - Elaboração gráfica da Wikipedia |